# Moree (Nova Gales do Sul)
Moree é uma cidade no condado de Moree Plains, no norte de Nova Gales do Sul, na Austrália. Está localizado às margens do rio May, no centro das planícies de Jim. Seu nome vem de uma palavra aborígene que significa "sol nascente", "primavera longa" ou "poço de água".